# CCTV卫生健康频道
中国中央电视台卫生健康频道开播于2004年1月1日，是中国中央电视台开办的唯一卫生健康专业频道，该频道原由中央电视台和上海广播电视台合办，2014年1月1日，卫生健康频道归央视所有。频道名称更名为CCTV卫生健康。
北京时间2020年1月1日4:00，本频道与央视其余12套付费频道的高清版本正式上星播出；标清版本至同年6月29日4:00停播。